# Justinus Harjosusanto
Justinus Harjosusanto (Muntilan, 5 settembre 1953) è un arcivescovo cattolico indonesiano, dal 16 febbraio 2015 arcivescovo metropolita di Samarinda.

## Biografia

### Formazione e ministero sacerdotale
Dopo essere entrato nel seminario minore di Mertoyudan, si è trasferito successivamente in quello maggiore a Yogyakarta per completare gli studi in filosofia e teologia, frequentando anche la facoltà di letteratura presso l'università "Sanata Dharma"; è stato ordinato sacerdote il 6 gennaio 1982 per i Missionari della Sacra Famiglia.
Dal 1995 al 2001 è stato segretario dell'arcivescovo di Semarang Julius Darmaatmadji.

### Ministero episcopale
Il 9 gennaio 2002 papa Giovanni Paolo II lo ha nominato primo vescovo di Tanjung Selor.
Ha ricevuto l'ordinazione episcopale  il 14 aprile successivo dalle mani del cardinale arcivescovo di Giacarta Julius Riyadi Darmaatmadja, co-consacranti l'arcivescovo di Samarinda Florentinus Sului Hajang Hau e l'arcivescovo di Pontianak Hieronymus Herculanus Bumbun.
Il 29 marzo 2003, il 6 ottobre 2011 e il 13 settembre 2019 ha compiuto la visita ad limina.
Il 16 febbraio 2015 papa Francesco lo ha promosso arcivescovo metropolita di Samarinda. Ha preso possesso dell'arcidiocesi il 16 maggio successivo. Ha ricevuto il pallio dal Santo Padre in piazza san Pietro a Roma il 29 giugno dello stesso anno.
Dal 2015 al 13 novembre 2018 è stato secondo vicepresidente della Conferenza Episcopale Indonesiana e dal 13 novembre 2018 al 17 novembre 2022 primo vicepresidente della stessa.
In accordo con il governo indonesiano, intende avviare la costruzione di una nuova chiesa cattedrale a Nusantara, la nuova capitale dell'Indonesia.

## Genealogia episcopale e successione apostolica
La genealogia episcopale è:
- Cardinale Scipione Rebiba
- Cardinale Giulio Antonio Santori
- Cardinale Girolamo Bernerio, O.P.
- Arcivescovo Galeazzo Sanvitale
- Cardinale Ludovico Ludovisi
- Cardinale Luigi Caetani
- Cardinale Ulderico Carpegna
- Cardinale Paluzzo Paluzzi Altieri degli Albertoni
- Papa Benedetto XIII
- Papa Benedetto XIV
- Papa Clemente XIII
- Cardinale Bernardino Giraud
- Cardinale Alessandro Mattei
- Cardinale Pietro Francesco Galleffi
- Cardinale Giacomo Filippo Fransoni
- Cardinale Carlo Sacconi
- Cardinale Edward Henry Howard
- Cardinale Mariano Rampolla del Tindaro
- Cardinale Rafael Merry del Val
- Cardinale Raffaele Scapinelli di Leguigno
- Cardinale Friedrich Gustav Piffl
- Vescovo Michael Memelauer
- Cardinale Franz König
- Arcivescovo Ottavio De Liva
- Cardinale Justinus Darmojuwono
- Cardinale Julius Riyadi Darmaatmadja, S.I.
- Arcivescovo Justinus Harjosusanto, M.S.F.

La successione apostolica è:
- Vescovo Paulinus Yan Olla, M.S.F. (2018)